# Rutowicz
Rutowicz – polskie nazwisko, w Polsce nosi je mniej niż 800 osób.

## Osoby noszące nazwisko Rutowicz
- Jerzy Rutowicz (ur. 7 czerwca 1928 w Łodzi, zm. 3 lutego 2018) – polski producent filmowy
- Jola Rutowicz (ur. 10 sierpnia 1984 w Piotrkowie Trybunalskim) – polska celebrytka
- Leopold Rutowicz (ur. 18 października 1932 w Krakowie) – polski polityk, poseł do Parlamentu Europejskiego z ramienia Samoobrony RP od 2004
- Rafał Rutowicz (ur. 20 sierpnia 1974 w Warszawie) – polski aktor teatralny
- Wiesław Rutowicz (ur. 13 lipca 1931 w Wieluniu, zm. 2 września 2004) – polski operator filmowy